# Albizzia lucida
Albizzia lucida là một loài thực vật có hoa trong họ Đậu. Loài này được Benth. mô tả khoa học đầu tiên năm 1844.